# Instrument à anche libre

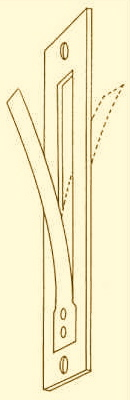
Principe de l'anche libre

En organologie, un instrument à anche libre est un instrument à vent, utilisant une anche libre, c'est-à-dire qu'elle peut se déplacer librement de part et d'autre de sa position de repos. Le déplacement de la colonne d'air pour mettre cette anche en vibration peut être : 
- le souffle de l'instrumentiste : harmonicas, mélodicas…
- un mécanisme à bras ou à pieds (ou même parfois à aisselles ou à genoux) : accordéons, harmoniums…
- une soufflerie mécanique : certains tuyaux d'orgues, de positifs, de limonaires…

La taille de l'anche joue sur la hauteur de la note. 
Le plus ancien instrument à anche libre connu est le sheng, orgue à bouche chinois datant de 1100 ans av. J.-C.
Certains diapasons acoustiques utilisent également ce système.

## Instruments à anche libre classés par mode de mise en vibration de l'anche

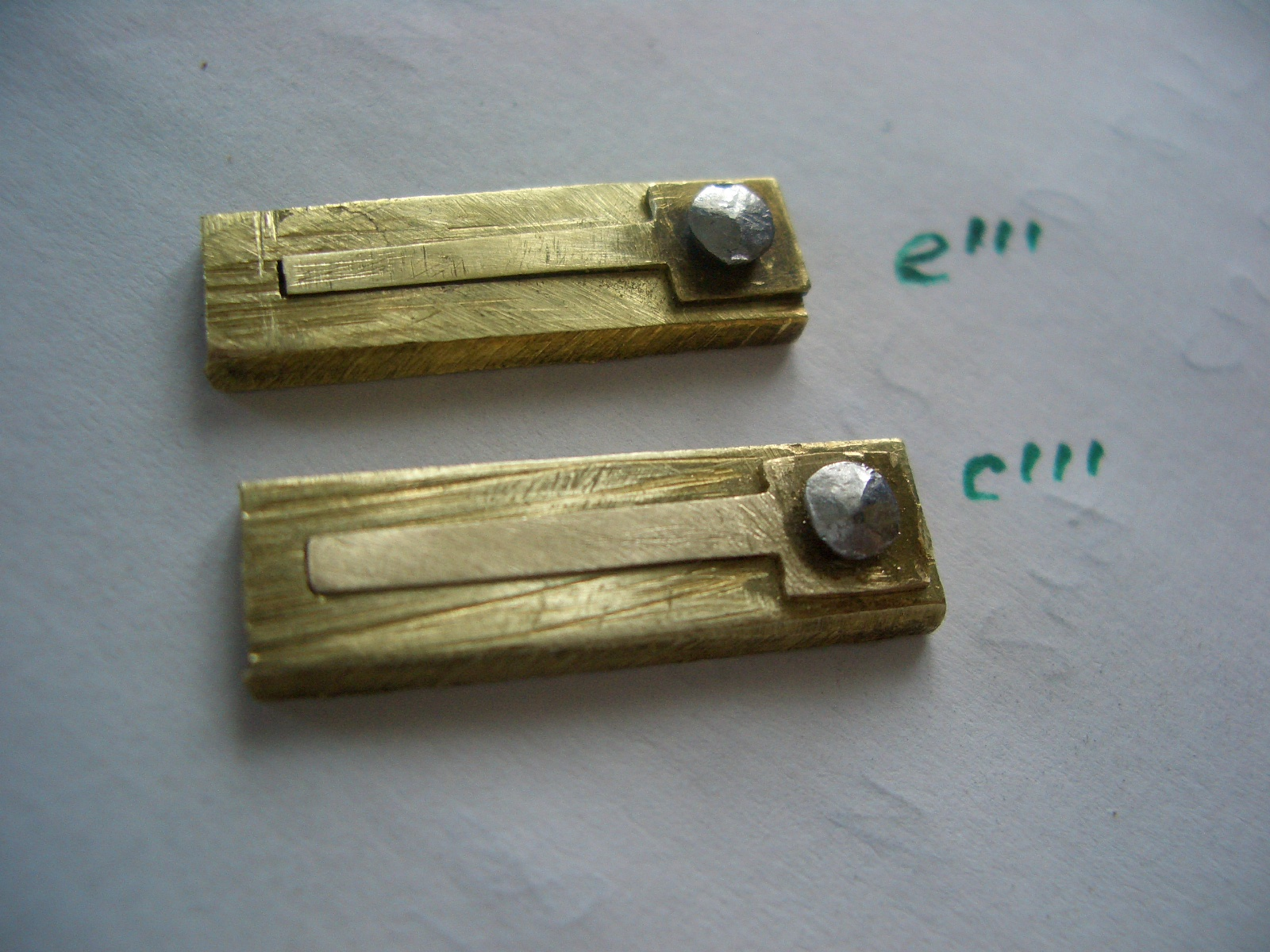
Anches libres déposées.

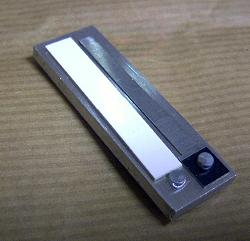
Anche d'accordéon.

### À soufflet manuel
- Accordéon
  - Accordéon chromatique
  - Accordéon diatonique
- Bandonéon
- Concertina
- Garmon
- Harmonium
- Harmonium indien
- Orgue de Barbarie
- Shruti box ou Surpeti, guide chant indien

### Orgues à bouche
- Accordina
- Bawu, flûte traversière à anche libre de Chine
- Harmonica
- Hulusi, flûte à calebasse d'origine Dai, au Sud de la Chine comportant un bourdon.
- Khên, orgue à bouche d'Asie du Sud-Est
- Mélodica
- Sheng (笙), orgue à bouche chinois
- Shô (笙), variante japonaise du sheng chinois et du khên d'Asie du Sud-Est
- Sian (笙/생 (sayng)), orgue à bouche coréen

Certains diapasons acoustiques (Pitch Pipes).

### À pédalier
- Harmonium

### À vapeur
- Limonaire

### À anche pincée
- Guimbarde
- Sanza